# 林子盟
林子盟（英語：Lin Tzu-Meng，1986年—），現任新北市牙醫師公會理事；台灣牙醫植體醫學會理事。
曾為時代力量高雄黨部副執行長、參選左營楠梓艱困選區市議員、獲得該區非藍綠陣營最高票。學生時期，參與台灣牙醫學生聯合會TDSA於內政部立案，統合全國牙醫院校學生組織，為創會理事長。

## 參與公共事務

### 高等教育改革
2015年，聯合高醫學生發起透明革命，要求董事會運作透明化、以師生校友權益為主體的永續經營、公開董事會成員名單，杜絕小圈圈連任。

### 地方政治行動
2017年，獲邀加入時代力量，擔任高雄黨部副執行長。隔年2月獲得時代力量徵招提名，參選高雄艱困選區，成為2018年高雄市議員第四選區（左營、楠梓）參選人。

發起托育政策連線。
帶領受到獵雷艦弊案重創的慶富造船基層員工，和惡意歇業的公司抗爭，與經濟部多次協調，爭取合法領取失業補助。

### 議員選舉結果
2018年高雄市議員第四選區（左營、楠梓）獲得8,843票，未能當選。

## 生平
2021年，於COVID-19 新冠肺炎造成台灣三級警戒時，志願擔任雙北疫情熱點的防疫篩檢醫師。同年底獲得防疫貢獻獎。 （页面存档备份，存于）

## 外部連結
- （繁體中文） 林子盟的Facebook專頁
- （繁體中文） 林子盟的Instagram帳戶
- （繁體中文） 時代力量高雄黨部的Facebook專頁
- （繁體中文） 時代力量的Facebook專頁